# Voiture Nord rame 1923

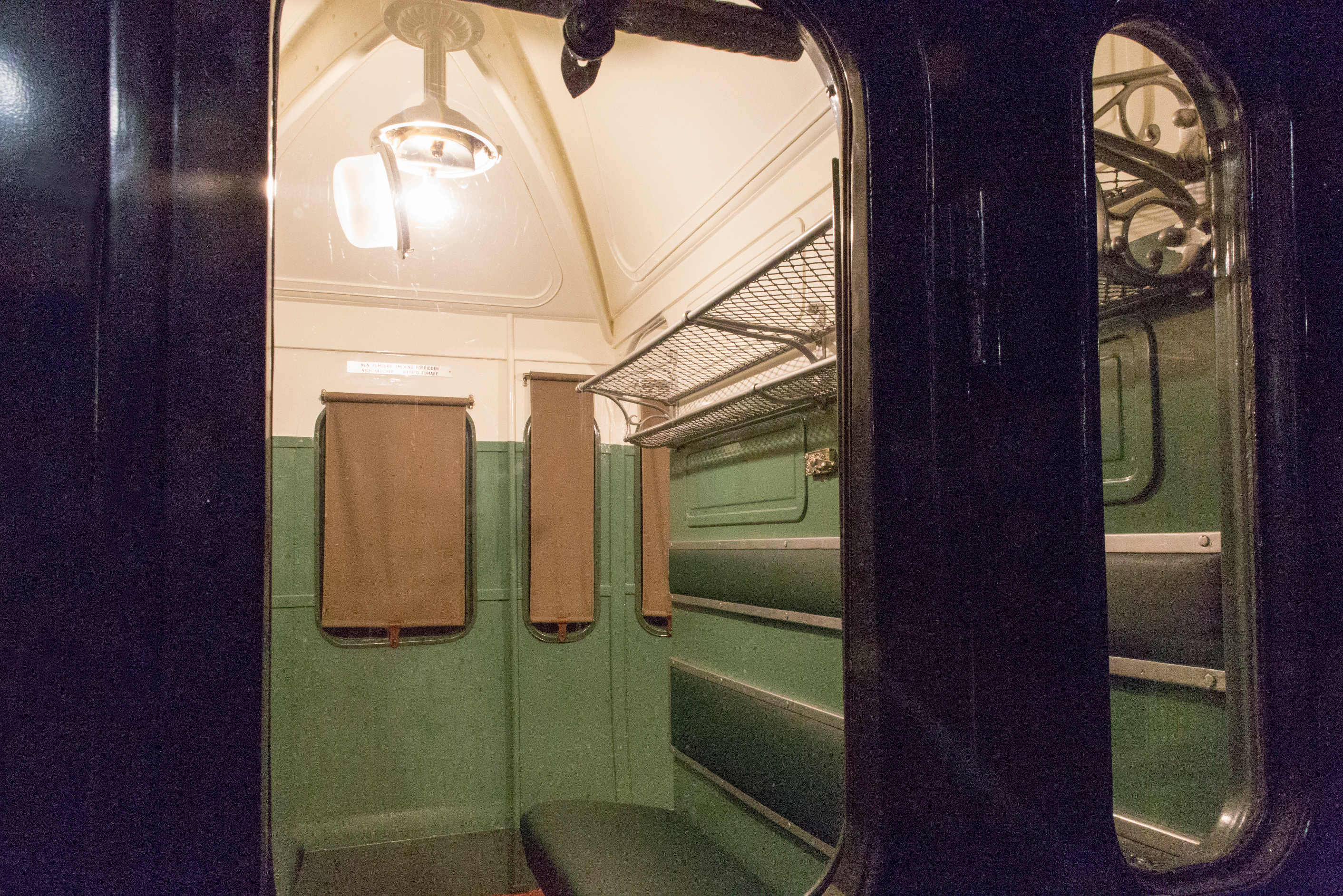
Compartiment ouvert d'une Cty.

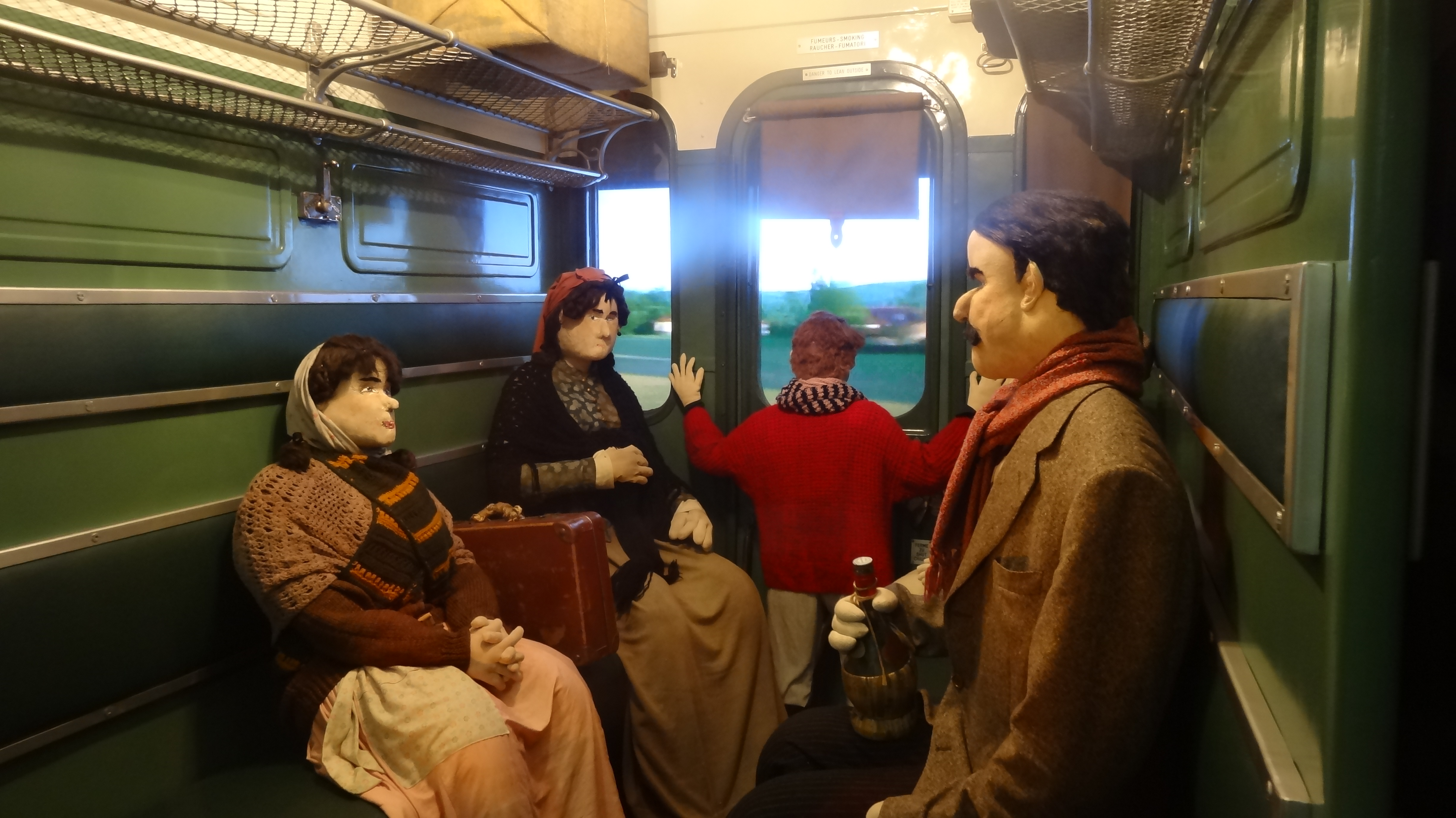
Mise en situation à la Cité du train, compartiment vu du côté couloir.

La « rame 1923 » de voitures Nord est une série prototype de voitures de chemin de fer de la Compagnie des chemins de fer du Nord.   

## Historique
En 1923, la Compagnie du Nord, qui ne fait pas partie de l'OCEM et a perdu de nombreux véhicules durant la Première Guerre mondiale, confie à ses ateliers d’Hellemmes, près de Lille, la réalisation de douze prototypes de voitures métalliques à bogies, caisse mécanosoudée et portières latérales. Ces voitures se distinguent ainsi des anciennes voitures à caisse en bois, mais aussi des voitures métalliques à tôle rivetée. Elles sont produites en 1924 et 1925. Deux de ces voitures sont présentées à l’Exposition internationale des Arts Décoratifs et industriels modernes de Paris, en 1925, d’où leur surnom d'« Arts Déco ».

## Architecture des voitures
Les voitures Nord rame 1923 conservent une architecture à portières latérales, avec les marchepieds courant le long de la voiture. Il y a deux portières par compartiment. Ceux-ci disposent de trois fenêtres, une centrale sur la portière, ou à sa place, et deux latérales et sont desservis par un demi-couloir latéral. Les toilettes sont situées au milieu de la voiture, ou au milieu de chaque zone, pour les voitures mixtes. Il n'y a pas d'intercirculation totale à l'intérieur de la voiture. 
La conception des voitures dérive directement des voitures Ty en bois si ce n'est que la caisse est en tôle d'acier et l'ossature en profilés et pièces en acier moulé (d'où un poids très important). La forme très galbée est par contre tout à fait novatrice et facilite la pénétration dans l'air tout en dégageant les marchepieds latéraux. Les portes extérieures de la partie fourgon coulissent à l'aide de grandes glissières tandis que le chef de train peut observer le reste du convoi depuis une vigie centrale. 

## Constitution de la rame
La rame est constituée des voitures suivantes, :
- Une A8ty de première classe, numérotée 1001 ;
- Deux A4B4ty mixtes, 3501 et 3502 ;
- Une B9ty de deuxième classe, 5501 ;
- Deux B4C6ty mixtes, 10201 et 10202 ;
- Quatre C11ty de troisième classe, 15001 à 15004 ;
- Une B4Dty mixte-fourgon, 5301 ;
- Une C5Dty mixte-fourgon, numéro 14301.

Avec la suppression de la 3e classe en 1956, les B9ty, B4C6ty et C11ty deviennent des voitures de 2e classe. Après 1962, la voiture A8ty est en partie déclassée, devenant une A4B4ty.

## Service
Ces voitures sont pénalisées par une masse trop élevée.
On en dérive trois séries, sous la direction de Marc de Caso et de Dohen, chef d’Études aux Ateliers d’Hellemmes : 
- les Express Nord, les plus proches des prototypes, mais munies de baies uniques sur les cellules sans portières ;
- les voitures dites « Torpilles » pour les rapides, aux faces moins galbées ;
- les voitures de banlieue Nord.

Ces trois séries sont équipées du même bogie Y2 Nord et sont aptes à 130 km/h.
Reléguées aux trains omnibus dans les années 1950, les véhicules de la rame 1923 sont radiés au plus tard en 1969-1970. Une C11ty est préservée à la Cité du train de Mulhouse. 